# 한계초등학교
한계초등학교는 대한민국 강원특별자치도 인제군에 있는 초등학교다.

## 학교 연혁
- 1939 원통심상소학교 한계간이학교 설치
- 1955.05.31 원통국민학교 한계분교장 인가
- 1955.06.20 원통국민학교 한계분교장 개교
- 1963.11.22 한계국민학교 승격
- 1984.09.06 한계국민학교 병설유치원 개교
- 1996.03.01 한계초등학교로 교명 변경
- 1999.03.01 인제교육청 지정 관광교육 시범학교(2년)
- 2009.02.13 제44회 졸업식(졸업생 1016명)
- 2010.02.11 제45회 졸업식(졸업생 1021명)
- 2018.09.01 제21대 이강엽 교장선생님 부임
- 2019.01.08 꿈빛관 준공
- 2021.01.20 제56회 졸업식(졸업생 1080명)